# Asarum sprengeri
Asarum sprengeri là một loài thực vật có hoa trong họ Aristolochiaceae. Loài này được Pamp. mô tả khoa học đầu tiên năm 1911.